# Marcellus Empiricus
Marcellus, auch Marcellus Empiricus und Marcellus Burdigalensis, war ein römischer Beamter und Schriftsteller um die Wende vom 4. zum 5. Jahrhundert. Er stammte aus Gallien (fraglich, ob aus Burdigala, heute Bordeaux) und bekleidete hohe Staatsämter am römischen Kaiserhof unter Theodosius I. und dessen Söhnen Arcadius und Flavius Honorius.

## Leben
Marcellus wird im Codex Theodosianus zweimal als magister officiorum genannt, beide Einträge betreffen das Jahr 395. Aus diesen lässt sich schließen, dass Marcellus Christ gewesen sein muss. Es ist nicht gesichert, ob er im Briefverkehr von Quintus Aurelius Symmachus und bei Orosius erwähnt wird.
Die teils noch immer geläufigen Beinamen Empiricus und Burdigalensis sind nicht historisch belegt.

## Werk
Wahrscheinlich selbst ein medizinischer Laie, verfasste Marcellus wohl nach 408 ein für Laien bestimmtes medizinisches Rezeptbuch (De medicamentis, „Über Heilmittel“) mit rund 2.500 Rezepten in 36 Kapiteln. Die Einleitung bilden ein Brief des Marcellus an seine Söhne sowie mehrere apokryphe Briefe, den Schluss 78 Hexameter. Hauptquellen sind Scribonius Largus (Compositiones medicamentorum), vermittelt über den auch direkt als Vorlage genutzten Pseudo-Apuleius, und die Medicina Plinii mit Elementen aus Galens Werk, sowie zum Teil volksmedizinische Inhalte aus dem gallo-romanischen Bereich.
Wertvoll sind die vulgärlateinischen Pflanzennamen. Marcellus führte in seiner Sammlung Heilmittel griechischen, römischen und vor allem gallischen Ursprungs auf und nennt 150 angewandte Pflanzen.
Inhalte aus dem Werk des Marcellus finden sich in der sg. Physica Plinii neben solchen, die direkt aus der Medicina Plinii stammen, wieder.

## Textausgaben und Übersetzungen
- Janus Cornarius: Marcelli ... de medicamentis empiricis, physicis ac rationabilibus Liber.  Froben, Basel 1536 (Digitalisat)
- Max Niedermann (Hrsg.): Marcelli De medicamentis liber. Teubner, Leipzig/Berlin 1916, nach Max Niedermann (als 2. Auflage) hrsg. von Eduard Liechtenhan mit der deutschen Übersetzung Über Heilmittel (De medicamentis) von Jutta Kollesch und Diethard Nickel. 2 Bände. Akademie-Verlag, Berlin 1968 (= Corpus Medicorum Latinorum. Band 5).
  - Teilübersetzungen auch in: Jutta Kollesch, Diethard Nickel: Antike Heilkunst. Ausgewählte Texte aus dem medizinischen Schrifttum der Griechen und Römer. Philipp Reclam jun., Leipzig 1979 (= Reclams Universal-Bibliothek. Band 771); 6. Auflage ebenda 1989, ISBN 3-379-00411-1, S. 166–169 (Marcellus, Über Heilmittel, Kap. 25,21; 8,127; 28, 72–74) mit S. 204 f.